# TM-72反坦克地雷

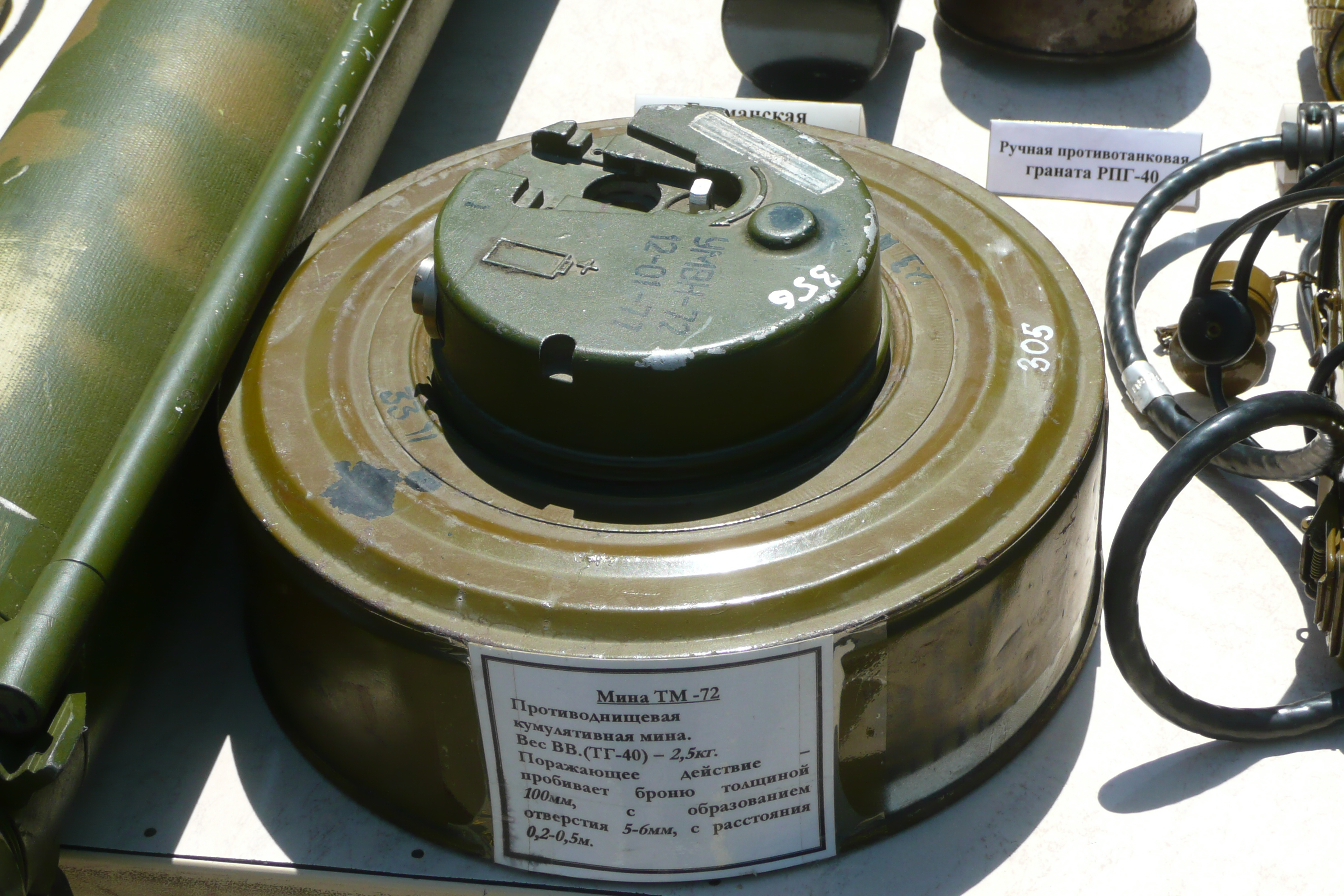
TM-72地雷展示

TM-72 型反坦克地雷（ТМ-72 Советская противоднищевая магнитная мина）是苏联开发的一种高爆（HE）圆形、金属板壳、反载具（AV）地雷，旨在通过其定型装药（SC）爆炸成形弹丸（Explosively Formed Projectiles，EFP）效果破坏或摧毁车辆。

## 历史[2]
冷战期间，西方国家（北约）和苏联都多次提出使用磁性引信的反底雷的想法。但是受制于当时的技术，生产成本高昂缺乏经济性。采用非接触式磁性引信 MVN-72 的 TM-72 于 1973 年投入使用，并进行了一段时间的批量生产。TM-72 地雷及其雷管在苏联解体之前一直是秘密，只有少数相关人士对它们有所了解。它们的生产时间不长，因此很稀有。

## 技术特点[1][3]
该地雷使用 MVN-72 发条延时（DLY）、电动、磁性（MAG）影响引信，可抵御爆炸破拆系统的爆炸超压。
它还可以使用为 TM-62 系列地雷开发的一些引信，所有这些引信都有机械发条布设延时装置，以确保机械布设作业的安全性。
它的表面光滑，底部边缘有卷边。它的上表面呈阶梯状，引信直径较大，底部附有尼龙提手。
TM-72 在外观上与 TM-62M 非常相似，但直径较小，高度较大。TM-72 内部包含一个环形重金属圆环，它被用作一种特殊设计的波形整形器，在引爆时产生 EFP。
地雷上表面中央有一个带螺纹的插座（杯状），用于旋入引信。主要引信是：MVN-72 型磁性非接触引信。也适用其他引信：更新型的 MVN-80 型，以及 TM-62 系列的所有引信（MVCh-62 型、MVP-62 型等）。
在包装中，地雷的引信插座由一个塑料塞子盖住。需要取出这个塞子并旋入引信。插座内设有一个橡胶圈，用于密封连接处。
- 直径：250毫米。
- 至 MVN-72 雷管顶部的高度：128 毫米。
- 重量：6公斤。
- 爆炸物质量（HE）：2.5千克。
- 炸药类型：黑索托TG-40（TNT+黑索金）。
- 装甲穿透力：100毫米。
- 标准电源工作时间：使用1.5V 的КБ-1  电池待机30天。
- 自毁装置：无（如果内置电池耗尽电力，磁力引信不工作）

### 工作原理[2]
当大体积的铁质物体（装甲车辆、汽车）接近目标传感器时，周围背景磁场的强度会发生变化。磁力计会记录到这种变化，并启动地雷的起爆程序。
引信启动一个中间雷管，它是一块压制 TNT 炸药药饼（20 克）。由此产生的爆炸向四周传播，到达地雷的边缘。向上爆炸的传播受到钢垫圈和泡沫塑料衬垫的阻碍。这样就在地雷内部形成了一种定向爆炸。爆炸到达主要的炸药主体，即弹药周边的环状部分。从那里，爆炸向两侧和上方通过凹形的聚能罩传播。由于这种几何形状，爆炸被聚焦，汇聚在地雷上方一定距离的点上，距离范围在 25 到 50 厘米之间。由爆炸产物、等离子体和地雷钢制外壳的碎片组成一种类似冲击射流的东西。这个直径 5-6 厘米的团状物可以穿透高达 100 毫米的装甲，可以击穿任何车辆的底部，包括现代坦克。
冲击射流穿透车辆底部后，会将爆炸产物带入内部：火焰、高温、地雷碎片以及装甲的二次碎片，并产生压力差。无论击中载具哪个部位，这对乘员、弹药、油箱和发动机来说都是致命的。车辆几乎肯定会被摧毁。如果不是在底部，而是在履带、车轮下方或侧面外部引爆，人员则有可能幸免。车辆只会因行动装置损坏而停止，但乘员舱不会受损。如果爆炸发生在附近，车辆甚至可能继续行驶。

## 布设和排除
TM-72 可以安装在地面上、地下、雪地中。仅可手动布设，没有自动化的安装手段。不可以放置在靠近电力线（200 米以内）、铁路（25 米以内）和其他具有强交变电磁辐射的物体附近。根据规定，工兵不得接近已布设的地雷 2 米以内。全副武装的工兵身上的金属会引起磁场变化而引爆地雷。
不允许用太多的土壤、石头或任何周围的碎片覆盖地雷。首先，它可能会阻止目标的非接触式磁传感器正确读取新出现的异常（设备）引起的磁场变化。其次，爆炸路径上的过多土壤和其他障碍物会导致撞击核心形成不正确，从而降低穿透效果。

### 布设方法
- 移除地雷保险销。
- 滑动并取下片状安全卡。
- 将折叠手柄（盖子）向上抬至垂直位置。
- 按下红色按钮，直至听到咔哒声。
- 此时可以听到定时机构的嗡嗡声。
- 放下折叠手柄。
- 在 30-120 秒后，地雷会进入战斗状态。

因此，在此期间安装人员必须离开，以确保自身携带或身上的金属物品不会扭曲已布设地雷的磁场，从而引发爆炸。

## 使用国
- 苏联
- 俄罗斯（由苏联继承）
- 乌克兰（由苏联继承）

## 参与战争
俄乌战争